# Геотрибомодификация
Геотрибомодификация (ГТМ, геомодификация) — вид обработки трущихся поверхностей деталей машин и механизмов, связанный с введением слоистых гидросиликатов в пятно контакта. В результате геотрибомодификации происходит очистка трущихся поверхностей, формирование на них металлокерамического покрытия, характеризующегося высокой износостойкостью и значительно пониженным коэффициентом трения.

## История возникновения
Начало разработке технологии геотрибомодификации положило необычное явление, обнаруженное ещё в 1970-х годах советскими бурильщиками при бурении скважины на Кольском полуострове. Было выявлено, что при прохождении буровым инструментом определенных горных пород, ресурс бурового инструмента резко увеличивался. Изучение данного явления проводилось в конце 80-х годов прошлого столетия в институте «МеханОбр» под руководством академика В. И. Ревнивцева и при участии к. т. н. Т. Л. Маринич. Ими было установлено, что данный эффект — следствие разложения серпентина в зоне бурения с дополнительным выделением большого количества тепловой энергии. Вследствие этого наблюдается разогрев кромки бурового инструмента, его взаимодействие с продуктами разложения минерала с образованием металлокерамической структуры, обладающей высокой твёрдостью и износостойкостью. Дальнейшие работы российских учёных были связаны с дополнительным изучением различных аспектов данного явления, а также с поиском оптимальной композиции минералов и связующего, а также технологии их приготовления и применения, позволяющих использовать этот эффект в машинах и механизмах.

## Состав
Одним из основных компонентов ГТМ является серпентин — горная порода, образуемая целой группой природных минералов, которые встречаются в различных видах. Все серпентины — минералы, образующие жирные на ощупь массивные агрегаты и имеющие слоистую структуру, отдалённо напоминающую графит. В группу серпентина входят гидросиликаты магния, обладающие ленточно-слоистой структурой. Их общая формула: Mg3[Si2O5](OH)4. Сингония моноклинная. В состав геотрибомодификаторов, помимо минералов, входят также органические соединения, вводимые в качестве связующего, а также поверхностно активные вещества (ПАВ). Фракционный состав минеральной составляющей геотрибомодификаторов, как правило, характеризуется размерами частиц порядка 1-40 мкм. Однако в последнее время появились модификаторы и с наноразмерными частицами минералов.

## Принцип работы
В начальный период работы геотрибомодификаторы действуют в качестве легкого абразива. Частицы ГТМ мягче металла, поэтому негативного влияния на геометрию трущихся деталей не оказывают, осуществляя лишь их очистку от нагара. В процессе работы в пятне контакта возникают локальные перегревы до температур порядка 1000°С. При этих температурах происходит разложение серпентина с выделением воды, силикатов и диоксида кремния. При работе ГТМ продукты разложения минералов сложным образом взаимодействуют с органическими веществами смазки и связующего, а также с поверхностным слоем металла трущихся деталей и продуктами трения. В результате микрометаллургических (в том числе каталитических) процессов образуется защитное антифрикционное износостойкое покрытие на трущихся поверхностях. Образование защитного металлокерамического покрытия приводит к восстановлению поверхности деталей, а также значительному снижению коэффициента трения. Это, в свою очередь, приводит к снижению температур, возникающих в пятне контакта, и, соответственно, к прекращению дальнейшего процесса роста покрытия. Таким образом, процесс ГТМ является саморегулирующимся и не приводит к неконтролируемому росту покрытия, естественным образом прерываясь при достижении оптимальных параметров трущихся поверхностей в пятне контакта.
Можно выделить следующие стадии при работе ГТМ:
1. Очистка трущихся поверхностей за счет легкого абразивного действия составляющих ГТМ.
2. Распад минералов модификатора и их взаимодействие с металлом подложки и присутствующими в технологической среде веществами в результате воздействия высоких температур в пятне контакта.
3. Залечивание дефектов поверхностей, образование менее шероховатых металлокерамических покрытий на трущихся деталях, значительное снижение коэффициента трения.
4. Снижение уровня локального перегрева при трении до уровня, недостаточного для дальнейшего разложения модификатора/смазки, выход на принципиально более эффективный режим трения, чем до обработки ГТМ.

## Применение
За последние два десятилетия геотрибомодификация нашла применение в различных областях техники. ГТМ применяется в подшипниках, редукторах, шарнирах, парах трения насосов и двигателей внутреннего сгорания (включая цилиндро-поршневую группу и топливные насосы высокого давления). Уже продолжительное время на рынке существуют отечественные компании, занимающиеся данным видом обслуживания техники. Их клиентами являются частные и государственные компании (водный и железнодорожный транспорт, энергетика, автомобильная техника), и даже частные лица (автотранспорт). Перед применением необходима диагностика обрабатываемого узла/агрегата, направленная на определение его текущего состояния и оценки возможности достижения положительного результата ГМТ. При этом следует обращать внимание на то, что, несмотря на положительное влияние геотрибомодификации на качество трущихся поверхностей и на сокращение зазоров в парах трения, геометрию изношенных узлов она восстанавливает лишь в ограниченной степени. Поэтому ГМТ не следует воспринимать как замену полноценному ремонту узла или агрегата в случае, если он уже чрезмерно изношен, и его геометрия сильно искажена. Геомодификацию применяют либо на новом узле/агрегате, для обеспечения всех преимуществ более эффективного трения на протяжении всего срока службы, либо при техническом обслуживании работающего узла/агрегата, для эффективного продления ресурса, предупреждения капитального ремонта.

## Преимущества и недостатки
Преимущества
Среди преимуществ использования ГТМ следует отметить повышение КПД узла/агрегата, увеличение ресурса, рост энергоэффективности. Эти преимущества достигаются за счет повышенной износостойкости покрытия и значительного снижения коэффициента трения обработанных поверхностей, по сравнению с их состоянием до обработки. В отличие от большинства других присадок к смазкам, с которыми часто сравнивают ГТМ, геотрибомодификаторы сохраняют свой эффект в рамках сроков, значительно превышающих сроки замены масла или иной технологической среды. Если говорить о применении ГТМ в двигателях внутреннего сгорания, то при обработке ЦПГ повышается и выравнивается компрессия в цилиндрах, растёт экономичность и мощность. При обработке топливной аппаратуры (ТНВД, форсунки) снижаются зазоры в плунжерных парах, растет объём топлива, подаваемый насосом за цикл. При применении в КПП, редукторах и раздаточных коробках автотранспорта, снижаются вибронагруженность и шумы, характерные для их работы. Процедура обработки ГТМ значительно дешевле и проще, чем капитальный ремонт агрегатов, и она может значительно увеличить ресурс, вырабатываемый агрегатом до капремонта. Однако обработку геотрибомодификаторами следует проводить до того, как возникнут прямые показания к капремонту, до того, как произошёл чрезмерный износ и повреждение трущихся поверхностей.
Недостатки
В то же время, широкому и повсеместному распространению технологии геомодификации трения препятствует ряд факторов, являющихся недостатками ГТМ. К ним можно отнести возможное изменение температурного режима работающего узла/агрегата, вследствие изменения условий теплоотвода, возникших из-за формирования покрытия на нагруженных поверхностях. Не до конца изучена и исключена возможность возникновения абразивных частиц металлокерамики в процессе работы обработанного узла/агрегата, а также внос абразивных частиц вместе с геомодификатором в процессе обработки. Также к недостаткам данной технологии можно отнести некоторую естественную неопределенность состава геотрибомодификаторов, обусловленную тем, что минеральные компоненты ГТМ не имеют четко фиксированного химического состава, соотношение компонентов в них может быть различным в зависимости от происхождения минерала. Неконтролируемые примеси, присутствующие в минеральном сырьё, могут сказываться на особенностях работы модификатора в целом.